# Orlova ulica, Ljubljana
Orlova ulica je ena izmed ulic v Ljubljani. Ima značaj povezovalne ulice med Ižansko in Dolenjsko cesto. 

## Zgodovina
Leta 1892 je mestni svet poimenoval ulico, ki se je pričela na Dolenjski cesti in tekla proti jugu kot Orlova ulica po ljubljanskemu podžupanu in posestniku Jožetu Orlu.

## Urbanizem
Prične se v križišču z Ižansko cesto, medtem ko se konča v križišču z Dolenjsko cesto nasproti strelišča. 
Pred postajo Rakovnik preči v enonivojskem prehodu, opremljenim z zapornicami železniško progo Ljubljana - Metlika.
Tik za prehodom se nanjo priključi ulica Ob dolenjski železnici.

## Javni potniški promet
Po Orlovi ulici poteka trasa mestne avtobusne linije št.  27. 
Na ulici je eno enosmerno postajališče mestnega potniškega prometa.

### Postajališče MPP
| smer Dolenjska cesta - železniški prehod \| postajališče \| št. linije \| \| ------------- \| ---------- \| \| 503014 Orlova \| 27 \| |            |
| postajališče | št. linije |
| 503014 Orlova | 27         |